# Cleora flaviorata
Cleora flaviorata är en fjärilsart som beskrevs av Fletcher 1953. Cleora flaviorata ingår i släktet Cleora och familjen mätare. Inga underarter finns listade i Catalogue of Life.